# Cofre de Perote
El Nauhcampatépetl o Cofre de Perote  es un 
volcán ubicado en el estado mexicano de Veracruz. Se localiza en la zona de encuentro del Eje Neovolcánico con el extremo sur de la Sierra Madre Oriental. Con sus 4282 metros sobre el nivel del mar, es la octava montaña más alta de México.

## Nombre
Nauhcampatépetl proviene del náhuatl y significa «montaña cuadrada». Otra designación indígena para la montaña es Nappateuctli. Este nombre, recogido ya por el polímata Francisco Javier Alegre en el siglo XVIII, significa «cuatro veces señor» o bien «señor de las cuatro direcciones», que es una de las advocaciones de Tláloc, el dios mesoamericano de la lluvia.
El nombre en español hace alusión a la escarpada peña de unos 30 a 40 metros de alto por 100 de largo que corona a la montaña. Del mismo modo, refiere a su ubicación contigua a la ciudad de Perote, Veracruz.

## Características

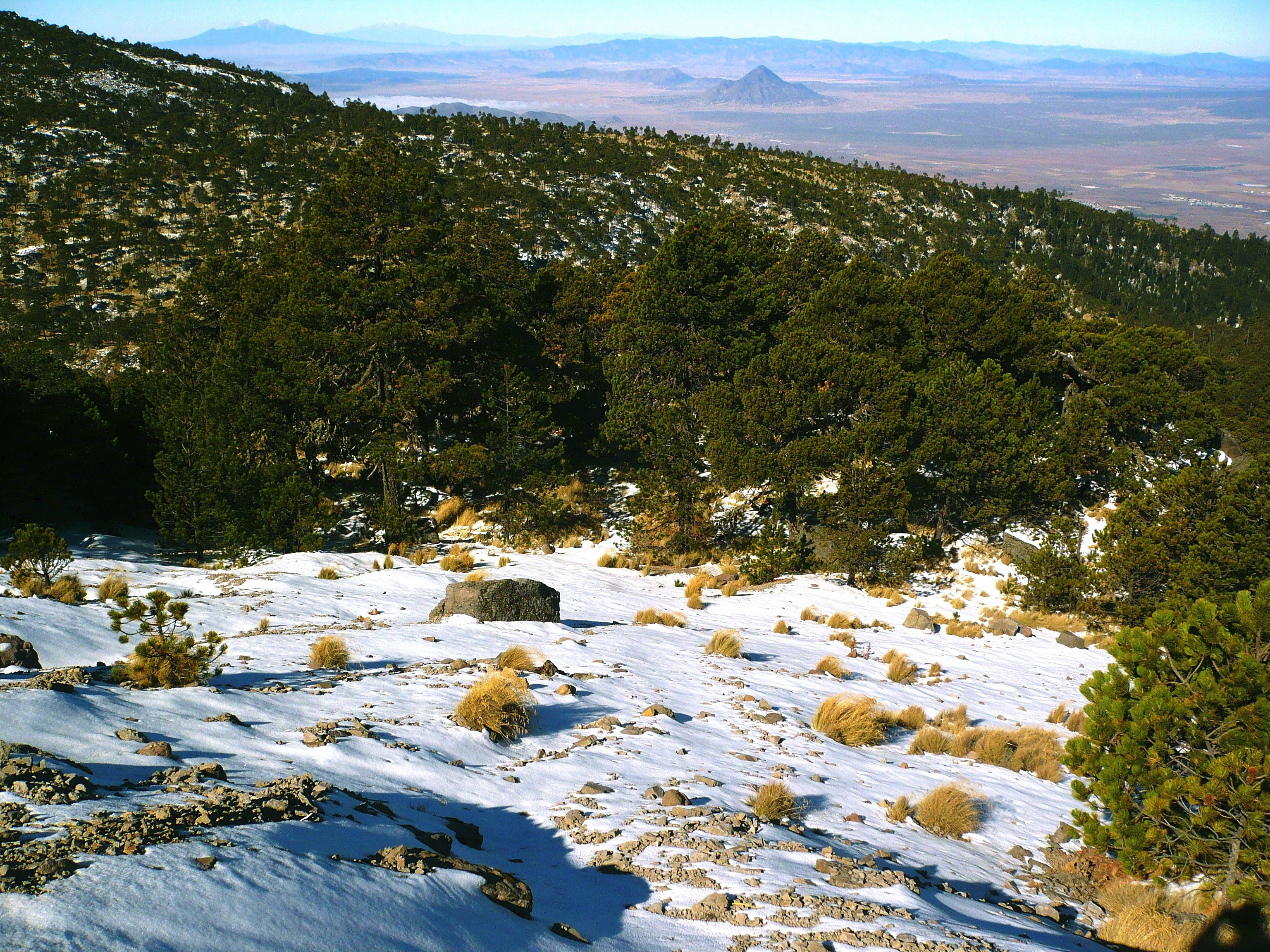
Bosque de ocotes en la ladera del volcán

El Nauhcampatépetl se localiza en la región de Las Montañas, la parte central y sumamente accidentada del estado de Veracruz. La cima se divide entre los municipios de Perote y Xico, pero partes de las amplias laderas se ubican en Ayahualulco, Coatepec, Acajete y Las Vigas de Ramírez.
Aunque nominalmente y en apariencia un volcán en escudo, es más bien un volcán complejo y poligenético, con ciertas características de estratovolcán. Las piedras más antiguas se han datado en 1.3 ± 0.1 Ma. Se estima que tuvo un período de actividad hace alrededor de 400 mil años. Una escarpada pared en forma de herradura, localizada al este de la cima, se habría originado al colapsar el edificio volcánico hacia el actual poblado de Xico, hace unos 240 mil años. Aunque no se sabe que el Cofre haya tenido actividad en el Holoceno y por tanto podría considerarse extinto, la zona es inestable desde el punto de vista geológico, por lo que el volcán podría revivir en el futuro.
Las extensas y gentiles laderas han sido adaptadas como áreas de cultivo, principalmente de maíz y papa. Ni siquiera el establecimiento en 1937 del Parque Nacional Cofre de Perote, que comprende el terreno superior a la cota de los 3000 m s. n. m., ha podido frenar la deforestación, que redujo la extensión de bosque templado maduro en un 17% entre 1970 y 2003 y ha llevado a la especie Pseudoeurycea naucampatepetl, una salamandra microendémica, al borde de la extinción.

## Montañismo

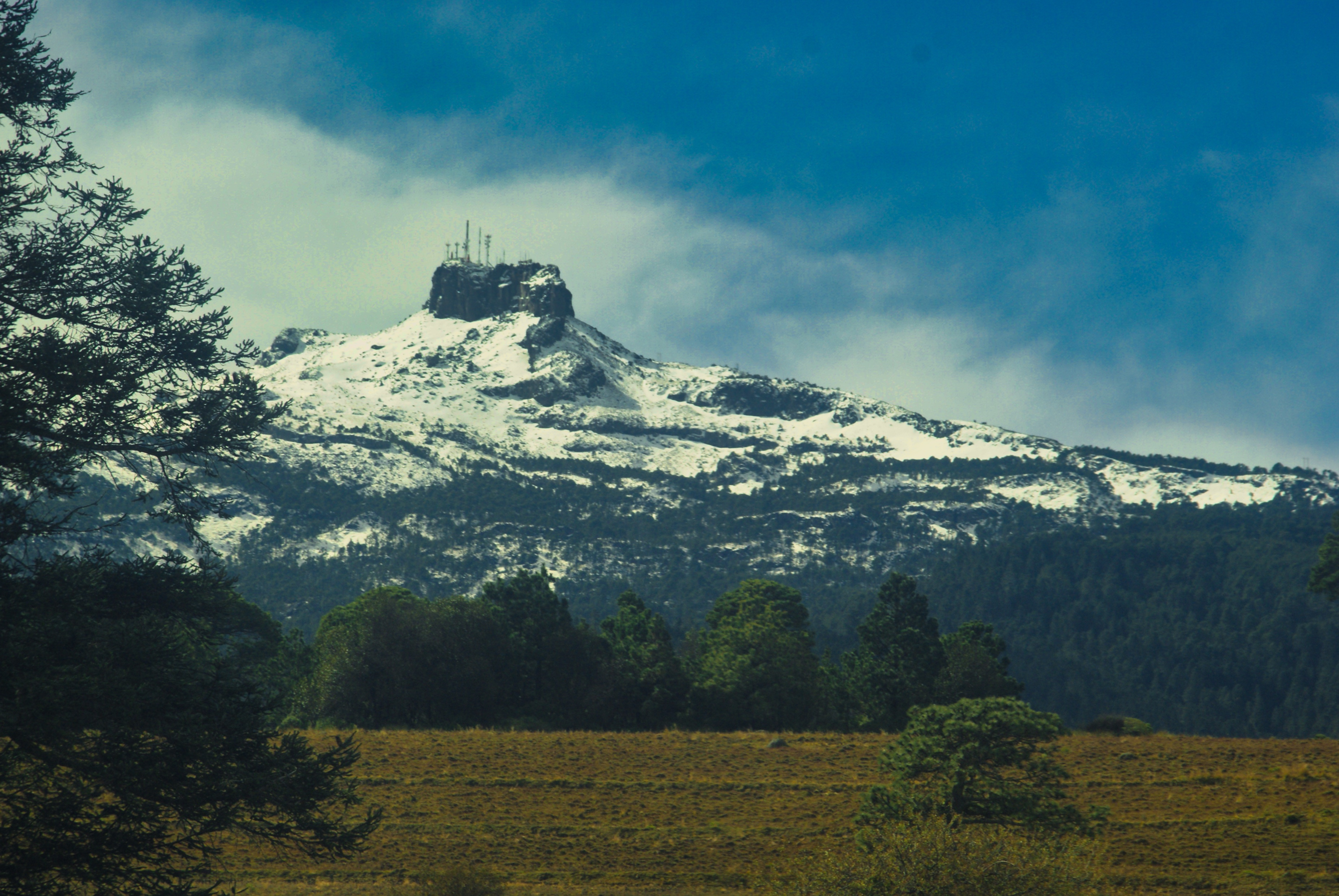
Peñón en la cima

Debido a la presencia de antenas de microondas en y cerca de la cima, se puede ascender hasta ella en vehículo si no ha nevado recientemente. No obstante, existe la posibilidad de realizar un ascenso a pie. La ruta usual y más sencilla (ruta norte) parte del poblado de El Conejo (3250 m s. n. m.). Se camina directamente sobre un camino empedrado, el cual conduce a la zona de campamento conocida como RAMSA (3780 m s. n. m.). A partir de ahí se puede continuar sobre el camino o bien seguir una vereda que parte de un albergue ecoturístico.
Otras rutas presentan mayor dificultad, entre ellas:
- Tomar la ruta de El Conejo desde Perote (2400 m s. n. m.) o Sierra de Agua (2430 m s. n. m.).
- Ruta suroeste desde Los Altos (2900 m s. n. m.), donde es necesario efectuar algunas escaladas sencillas.
- Ruta este desde El Escobillo (3050 m s. n. m.).
- Ruta noreste desde Las Vigas (2400 m s. n. m.).
- Ruta sureste desde Xico (1350 m s. n. m.).